# Norra Länken
Norra Länken (schwedisch für „nördliche Verbindung“) ist ein Teil der Stadtautobahn in Stockholm. Norra Länken bildet den nördlichen Abschnitt des Autobahnringes um Stockholm (Ringled Stockholm) und ist ein Teil der Europastraße 20. Der erste, rund 1 Kilometer lange Abschnitt, wurde 1991 als Verlängerung des Essingeleden dem Verkehr übergeben. Der zweite Abschnitt, der rund 3,6 Kilometer lange Gärdestunnel sowie der rund 900 Meter lange Rymdtunnel, wurde im Jahr 2007 begonnen und am 30. November 2014 eröffnet. Die Baukosten betrugen letztlich etwa 9,7 Milliarden Schwedische Kronen, umgerechnet und nach heutiger Kaufkraft rund 1,1 Milliarden Euro. 461 Millionen Euro waren Zuschüsse der EU.

## Geschichte
Schon seit den 1960er Jahren plante die Stadt Stockholm einen Autobahnring (siehe Ringled Stockholm), von dem bis 1966 zuerst der Essingeleden im Westen und dann bis 2004 die Södra Länken (die „südliche Verbindung“) verwirklicht wurden.
Ein kurzer oberirdischer Abschnitt der Norra Länken wurde bereits 1991 als Verlängerung des Essingeledens Richtung Nordosten dem Verkehr übergeben. Für die weitere Fortsetzung nach Osten wurde eine Tunnelalternative vorgesehen, da die Strecke nicht durch die empfindliche Natur des Nationalstadtparks führen sollte.

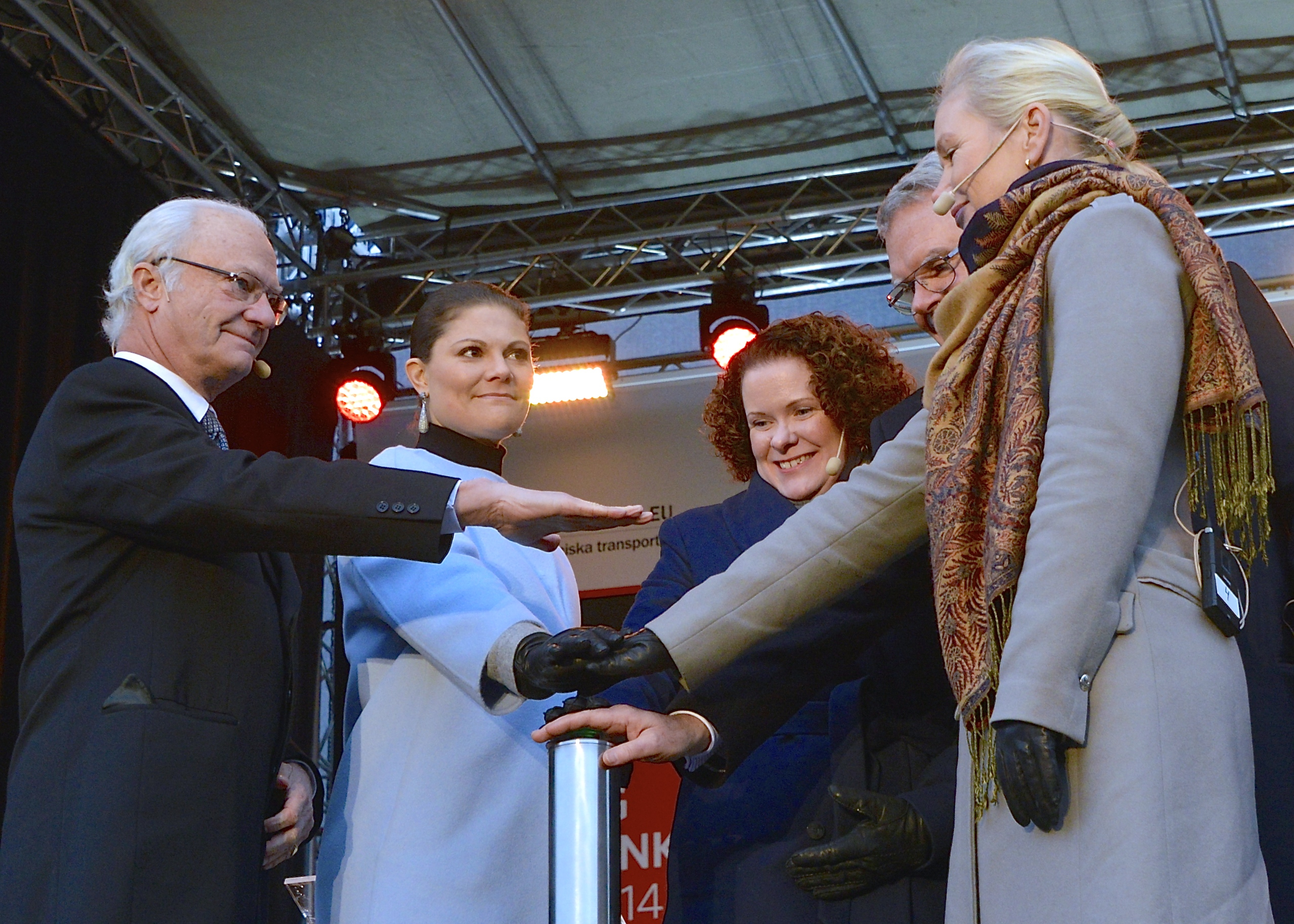
Einweihungszeremoniell am 30. November 2014

Im September 1995 nahmen die Pläne für das Tunnelbauprojektes konkrete Gestalt an, als die Stockholmer Stadtregierung dem Bau der Norra Länken zustimmte. Da Norra Länken unter dem Nationalstadtpark hindurchgeführt wird und dabei während der Bauzeit Eingriffe im Park notwendig waren, wurde der Baustart mehrfach blockiert. Es gab vor allem auf kommunaler Ebene wiederholt neue Entscheidungen, weil andere Streckenverläufe diskutiert, geprüft, entschieden und dann doch wieder abgelehnt wurden. Darüber zerbrachen mehrfach Regierungskoalitionen im Stadtparlament. Im April 2006 gab die Staatsregierung grünes Licht für die Wiederaufnahme des Baus und im Februar 2007 wies das Regeringsrätten sämtliche Einsprüche gegen den Bebauungsplan für Norra Länken zurück, damit stand dem Baubeginn nichts mehr im Wege. Der schwedische Staat (durch Vägverket) hat drei Viertel und die Stadt Stockholm ein Viertel der Baukosten übernommen. Ursprünglich waren Kosten von 11,6 Milliarden Kronen (im Geldwert von 2007) sowie neun Jahre Bauzeit bis 2016 vorgesehen. Tatsächlich aber konnte die Norra Länken bereits Ende November 2014 vom schwedischen König Carl XVI. Gustaf und Kronprinzessin Victoria von Schweden eröffnet werden. Es wurden sowohl die Bauzeit um zwei Jahre als auch der Kostenrahmen um rund 2 Milliarden Kronen deutlich unterschritten.

## Tunnelbau des Norra Länken
Beide Haupttunnel der Norra Länken, der Gärdestunnel und der Rymdtunnel, bestehen jeweils aus zwei separaten Tunnelröhren mit drei Fahrstreifen. Die gesamte Tunnellänge, inklusive aller Abzweige und Ein- und Ausfahrten, beträgt 11 Kilometer, davon sind 9 Kilometer in den Felsen getriebene Bohrtunnel sowie 2 Kilometer Betontunnel. Außerdem wurden drei Arbeitstunnel sowie 13 Betriebstunnel für die Stromversorgung angelegt. Dabei wurden insgesamt rund eine Million Kubikmeter Fels gesprengt und ausgeschachtet. Für die Belüftung sind drei Belüftungstürme errichtet sowie 140 Ventilatoren in den Tunnelröhren angebracht worden. Insgesamt sind in den Tunneln 140.000 Quadratmeter Flächen asphaltiert worden, in den Außenbereichen weitere 60.000. Es wurden zudem rund 2 Kilometer Straßen im Umfeld um- oder neugebaut, dazu 1,5 Kilometer neue Fuß- und Radwege angelegt.
Die Norra Länken hat 100 Fluchtwege, die wie bei der Södra Länken mit maximal 150 Metern Abstand eine hohe Sicherheit gewährleisten. Im Anschluss an jeden Fluchtweg gibt es eine Hilfsstation mit Feuerlöschausrüstung und Nottelefon. Zusätzlich hat die Norra Länken eine Sprinkleranlage, sodass erstmals in schwedischen Straßentunneln auch Staus zugelassen werden können und keine sofortige Evakuierung stattfinden muss.

## Kunst am Bau
Wie bei der Södra Länken wurde viel Wert auf eine künstlerische Gestaltung der Tunnel gelegt. Die Verkehrsflächen von Norra Länken wurden mit Installationen und Skulpturen von Mattias Klum, Ernst Billgren, Ann-Margret Fyregård, Pål Svensson und PeGe Hillinge geschmückt. Jeder Standort hat eine eigene Identität mit der Natur und den vier Jahreszeiten als Themen. Die Nähe zum Nationalstadtpark taucht in den Motiven immer wieder auf. Die sechs Kunstwerke heißen Wiese (Ängen), Schilf (Vassen), Wasser (Vatten), Wald (Skog), Winter (Vinter) und Offene Landschaft (Öppna landskap). Diese individuelle Gestaltung erleichtert Durchfahrenden im Tunnelsystem die Identifikation und Orientierung. Mattias Klum ist für den Fotohintergrund in der Nische mit der Wiese sowie für die Fotoleinwände an den Standorten Vassen, Vinter, Skogen und Vatten verantwortlich. Er ist auch für den Filmhintergrund für die LED-Leinwand am Standort Vatten verantwortlich.
- Wiese von Ann-Margret Fyregård: Schmetterlinge, die in der Luft wirbeln, passen zu Carl Michael Bellmans „Der geflügelte Schmetterling ist in Haga zu sehen“, mit einer Laute in der Nähe. Die Materialien sind Beton und Edelstahl.
- Schilfrohr von Pål Svensson: Zwischen den Fahrspuren stehen Hunderte von Schilfrohren aus grünem Plexiglas, die schwanken, wenn schwere Fahrzeuge vorbeifahren. Die Decke ist grün beleuchtet.
- Wasser von PeGe Hillinge und Pål Svensson: Zwischen den Tunneln befindet sich ein großer Bildschirm mit Wassermotiven. Die Decke ist blau beleuchtet.
- Wald von Pål Svensson: Zwischen den Fahrstreifen steht eine große Eiche aus Cortenstahl, die als Silhouette erscheint. Der Hintergrund und die Decke werden in einem herbstlichen goldbraunen Farbton beleuchtet.
- Winter von Pål Svensson und PeGe Hillinge: Ein großer Schneeball zwischen den Tunneln symbolisiert den Winter. Die Oberfläche des Schneeballs ist mit echtem Raureif bedeckt, der von einer Gefrieranlage erzeugt wird. Die Decke ist dunkel und mit funkelnden Lichtpunkten bedeckt, die an Schneeflocken denken lassen.
- Offene Landschaften von Ernst Billgren: Ein dunkler Tunnel „verwandelt sich in eine vom Menschen unberührte Dämmerungslandschaft, in der die Lichter der Autos das Licht der Sonne und des Mondes ersetzen“. Billgrens eigene Interpretation: „Mit Hilfe von Reflexionen habe ich versucht, den geschlossenen Raum des Tunnels aufzulösen und die schwedische Landschaft dort hereinzulassen, wo er verschlossen war.“

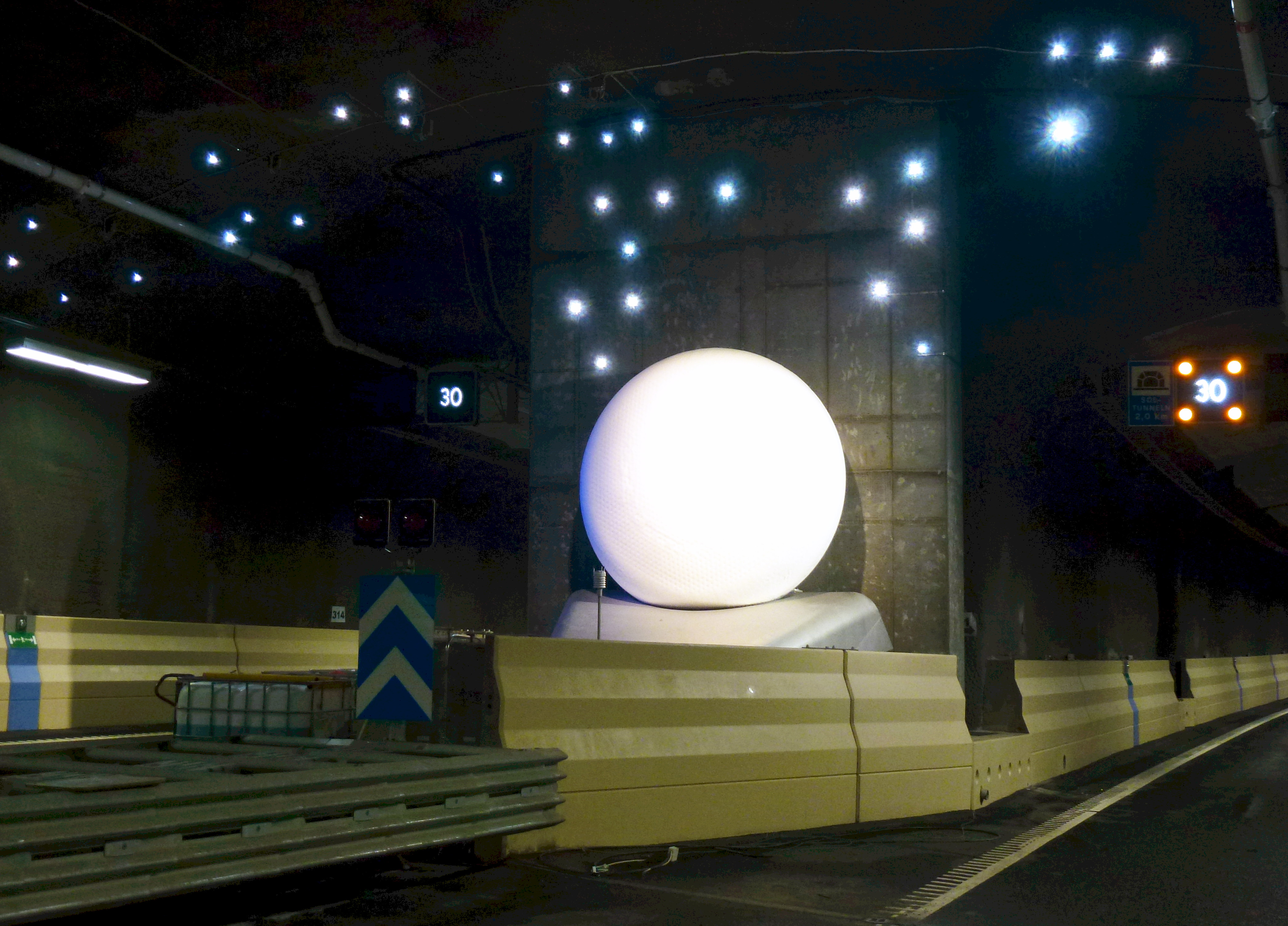
Vinter am Abzweig Komettunnel/Soltunnel
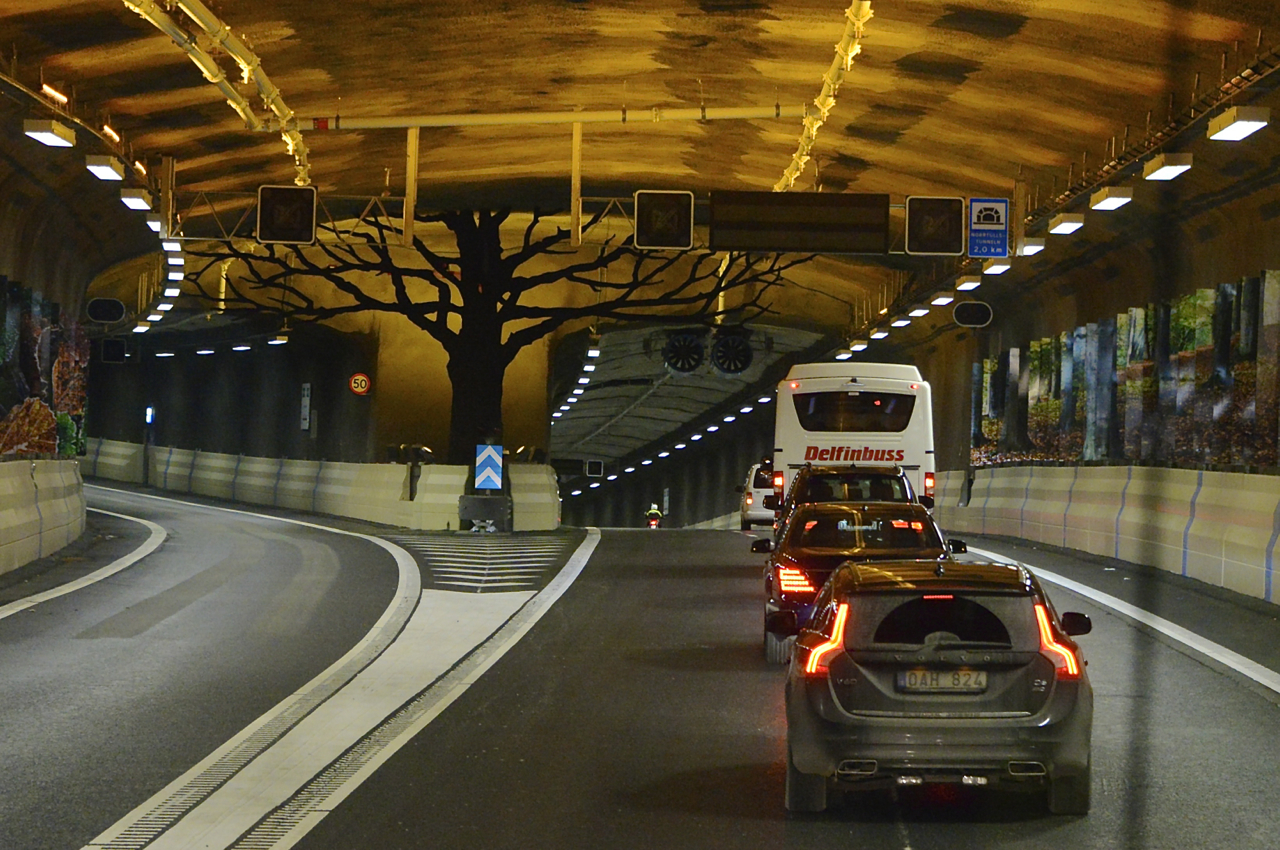
Skogen an der Ausfahrt Stjärntunnel zum Roslagstull
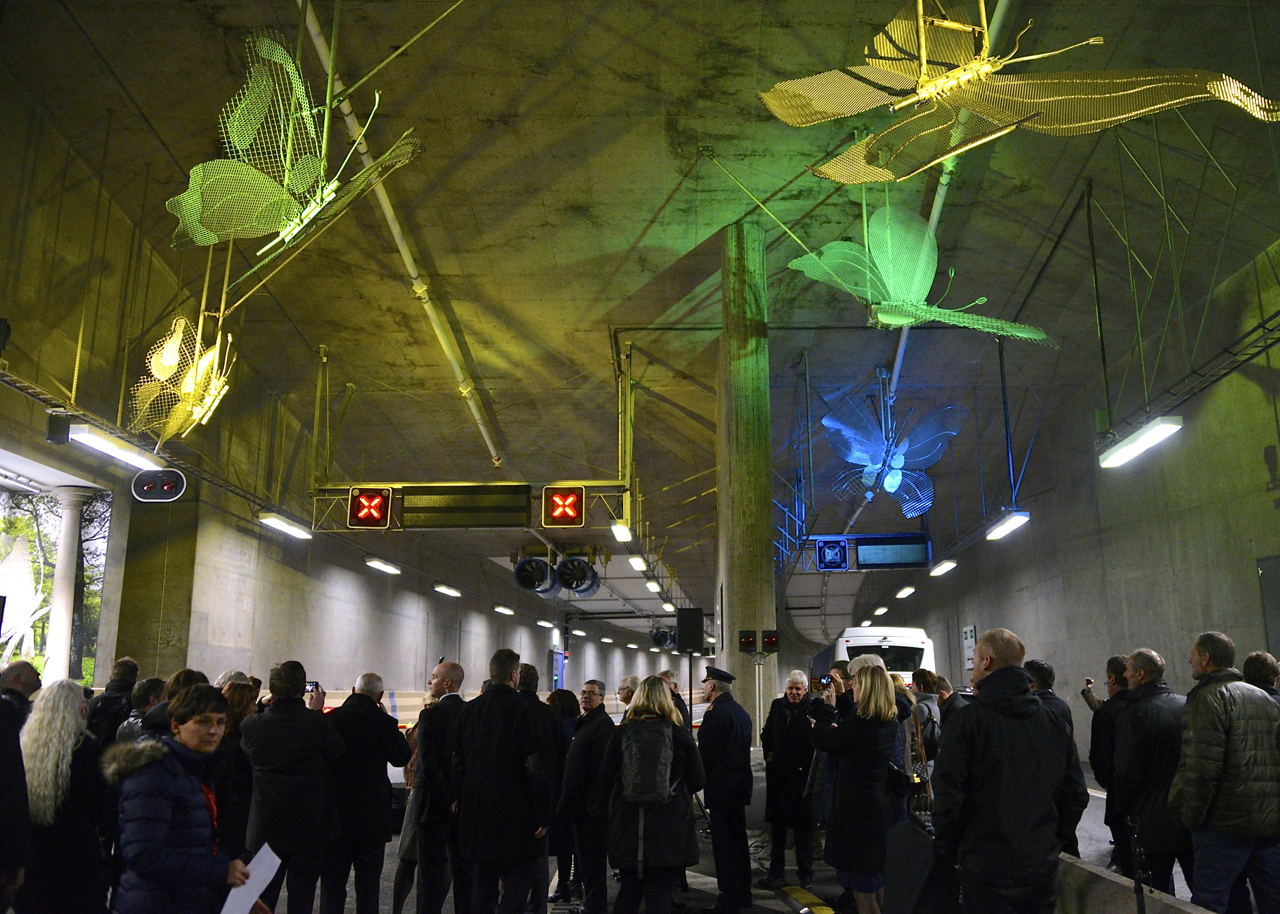
Ängen am Abzweig Norrtullstunnel/Ställmastartunnel
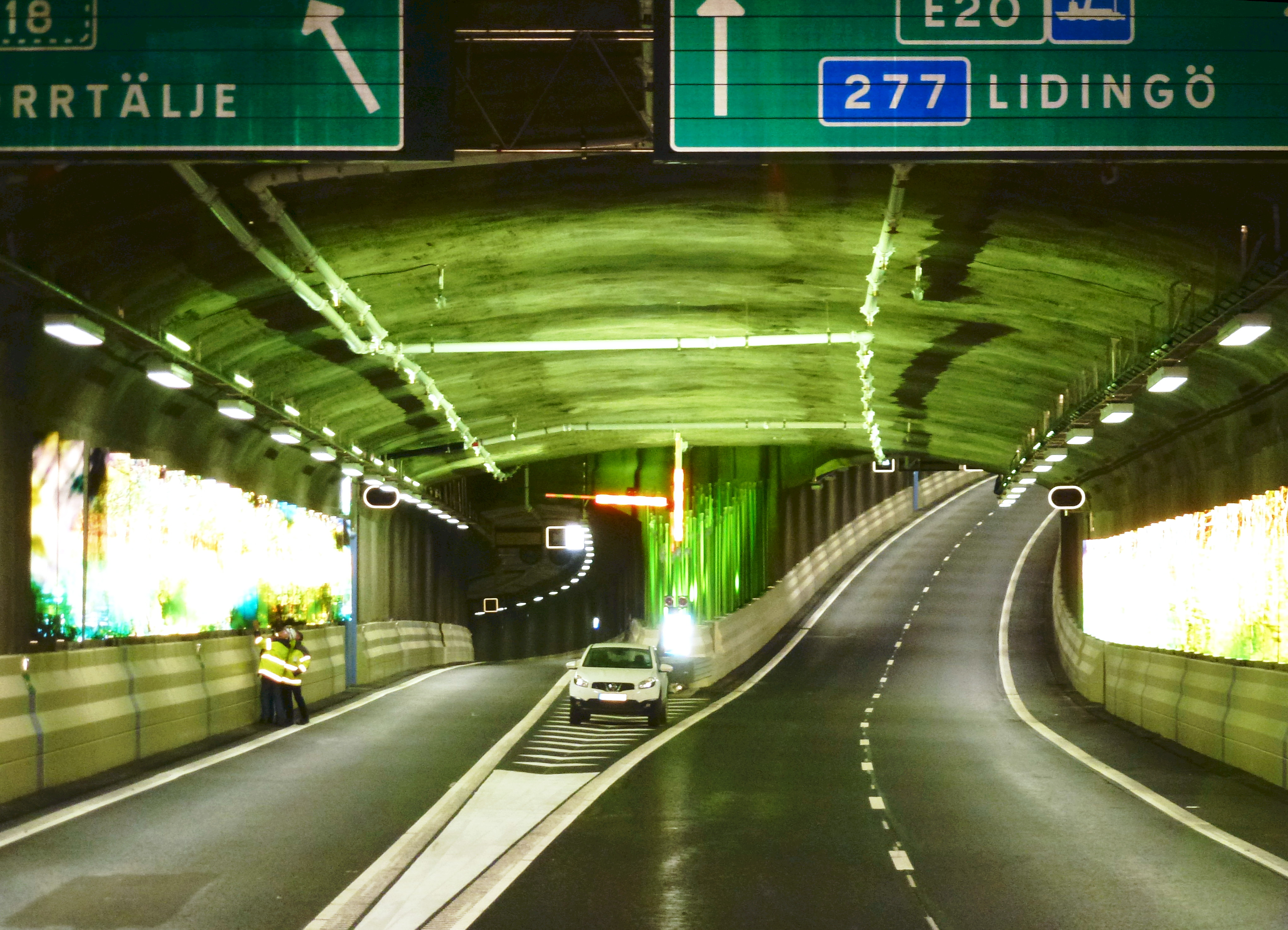
Vassen am Abzweig Gärdestunnel/Galaxtunnel

## Bildergalerie

### Während der Bauarbeiten

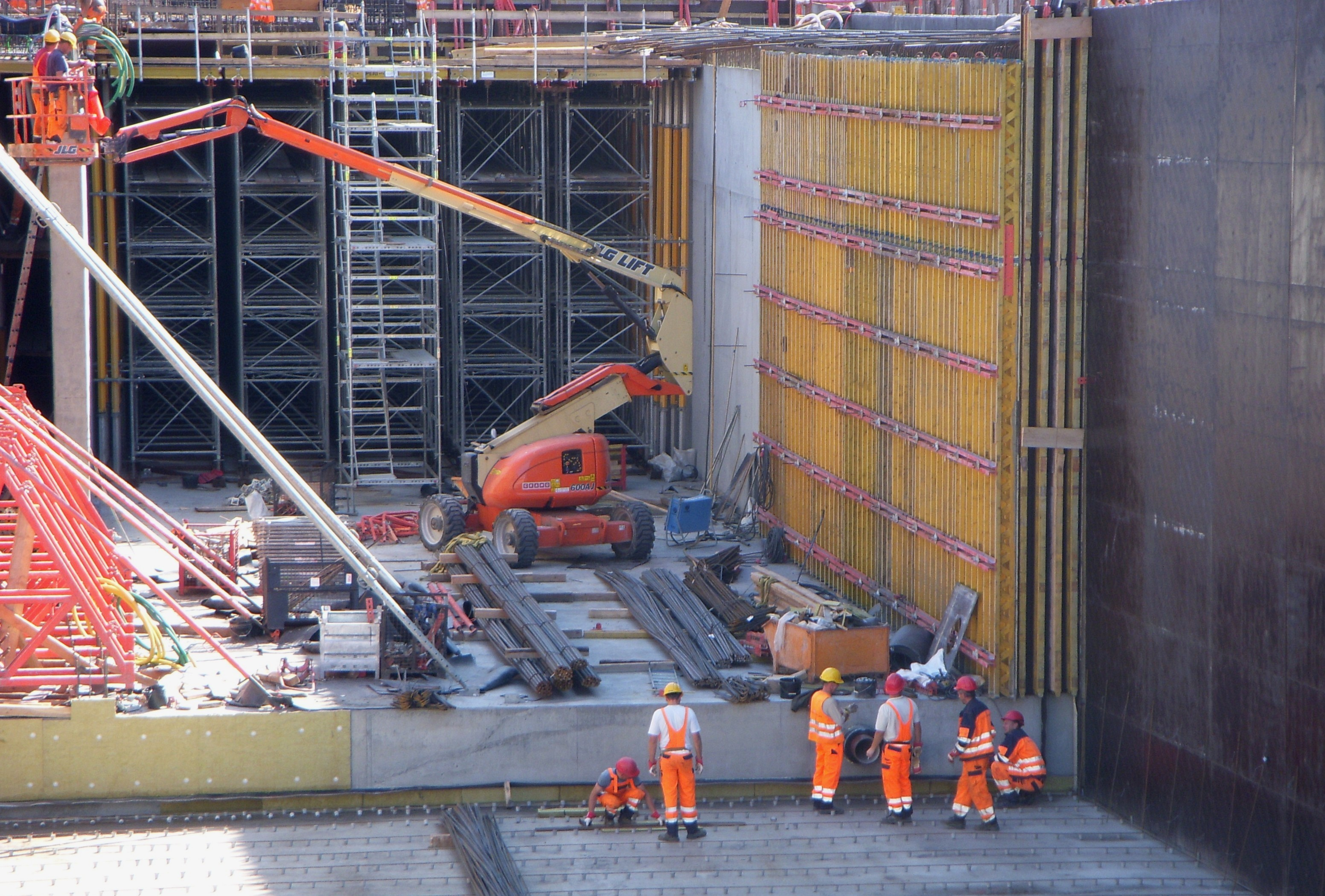
Betontunnel bei Norrtull, August 2009
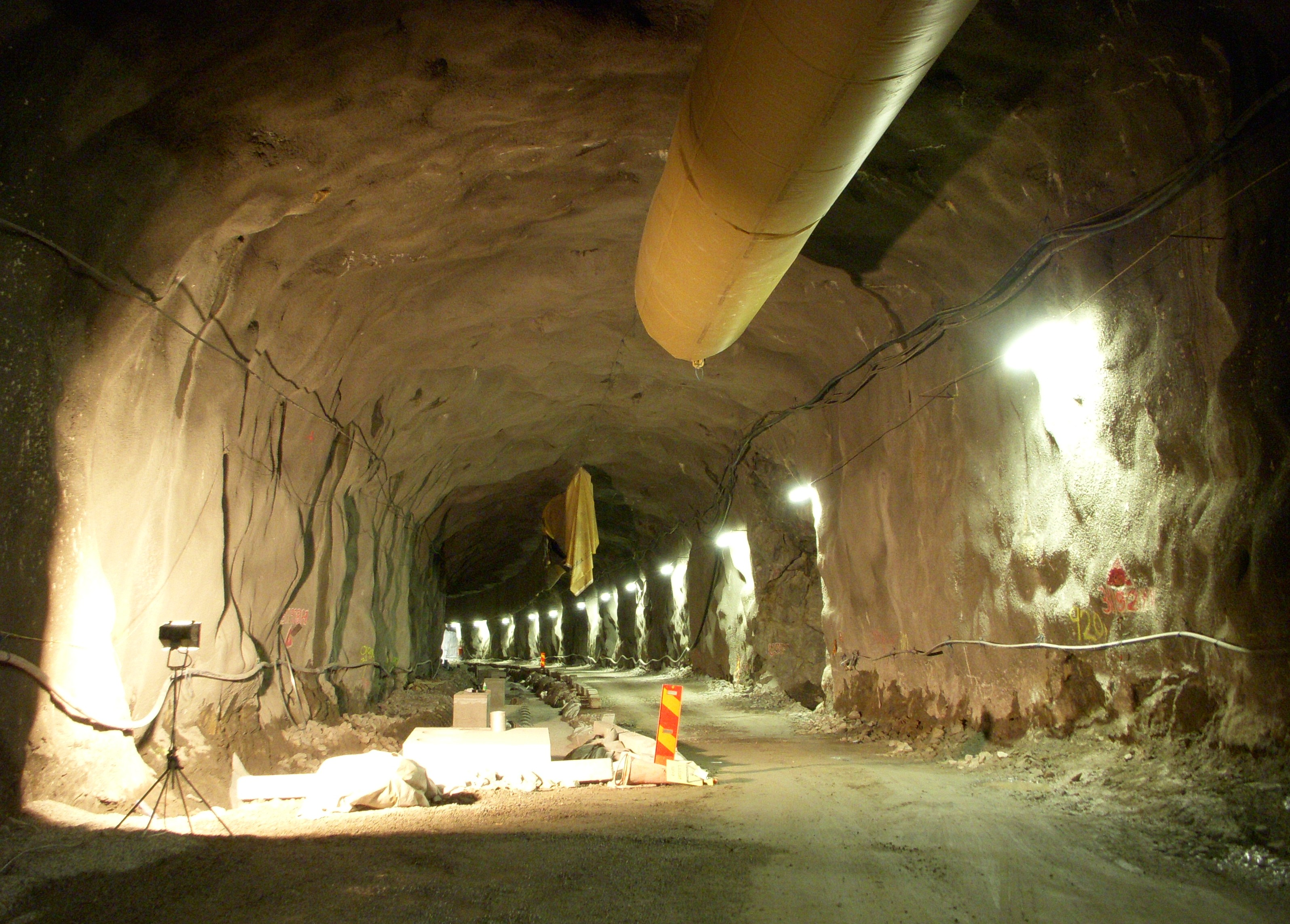
Ein Anschlusstunnel, Oktober 2009
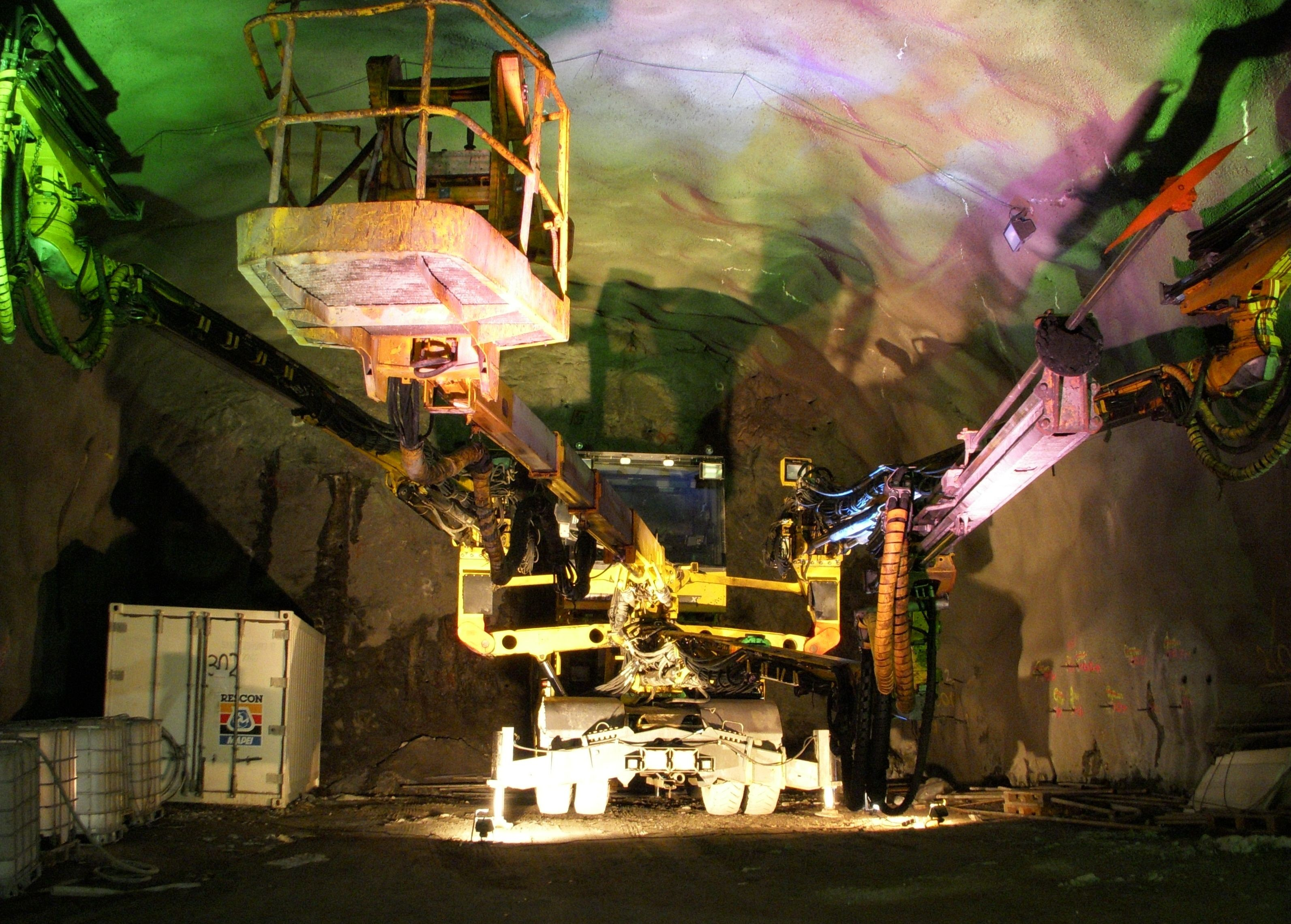
Die Tunnelfront, Oktober 2009
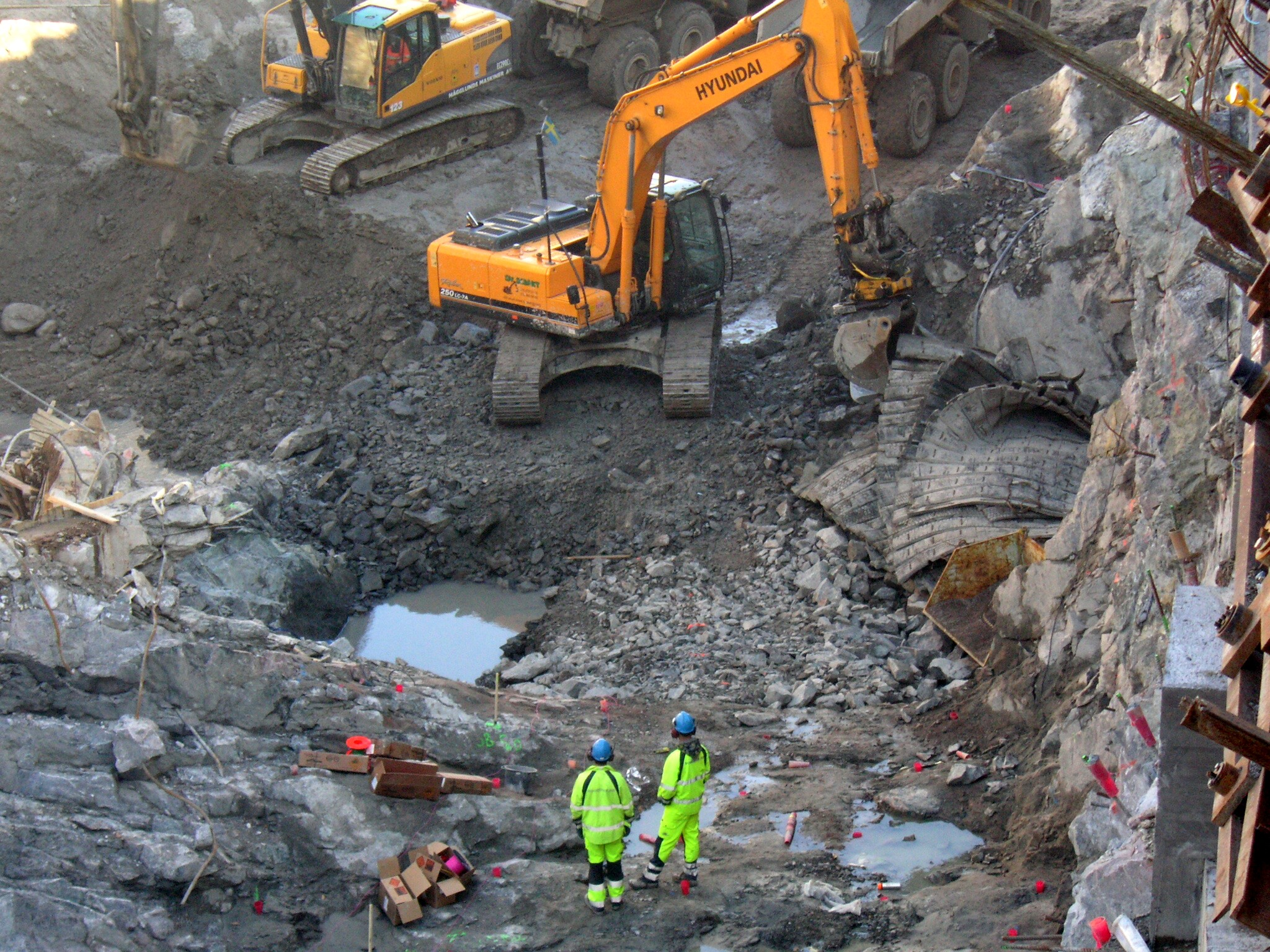
Arbeiten bei Hjorthagen, Oktober 2009
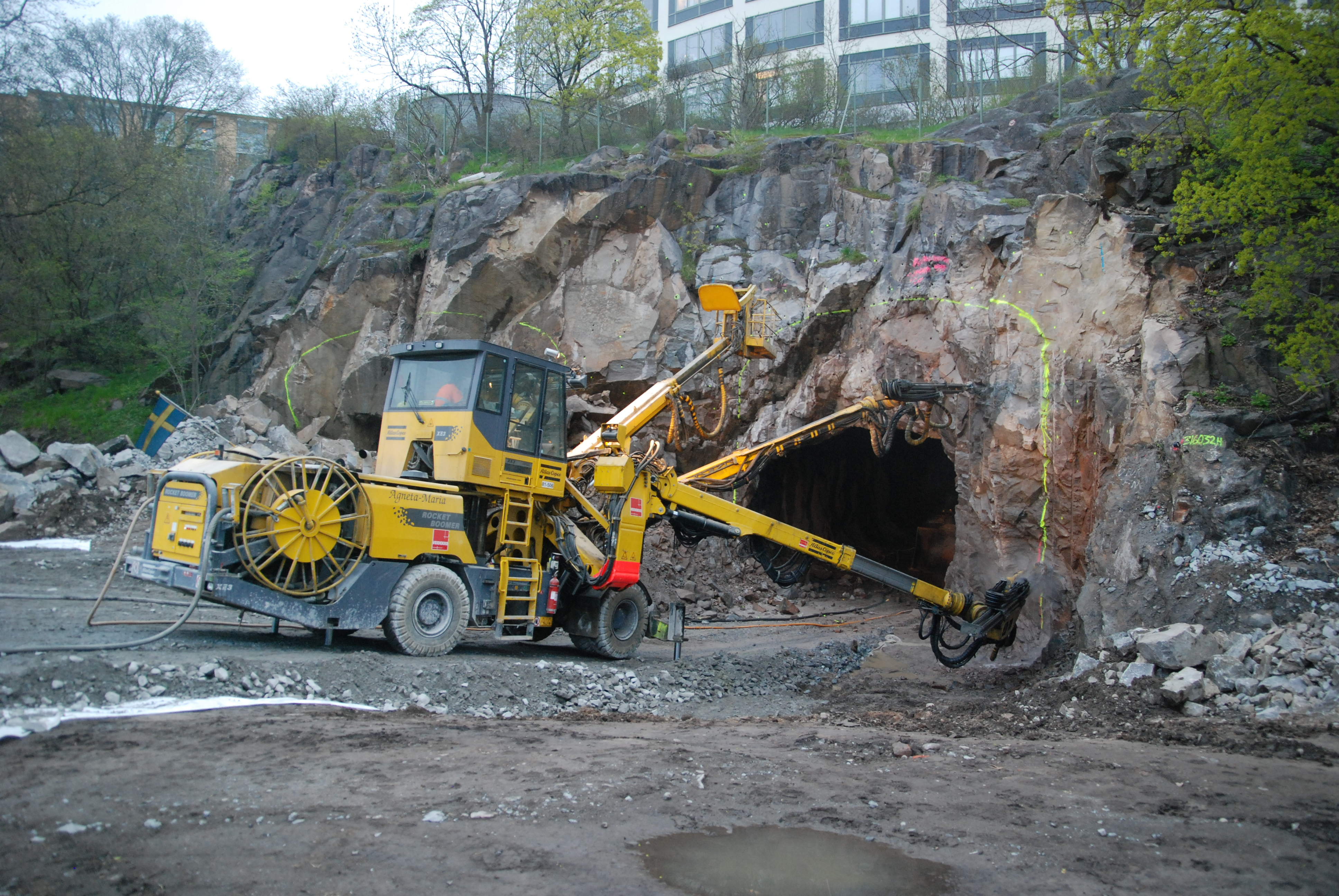
Durchbruch am Roslagstull, Mai 2010

### Nach Fertigstellung

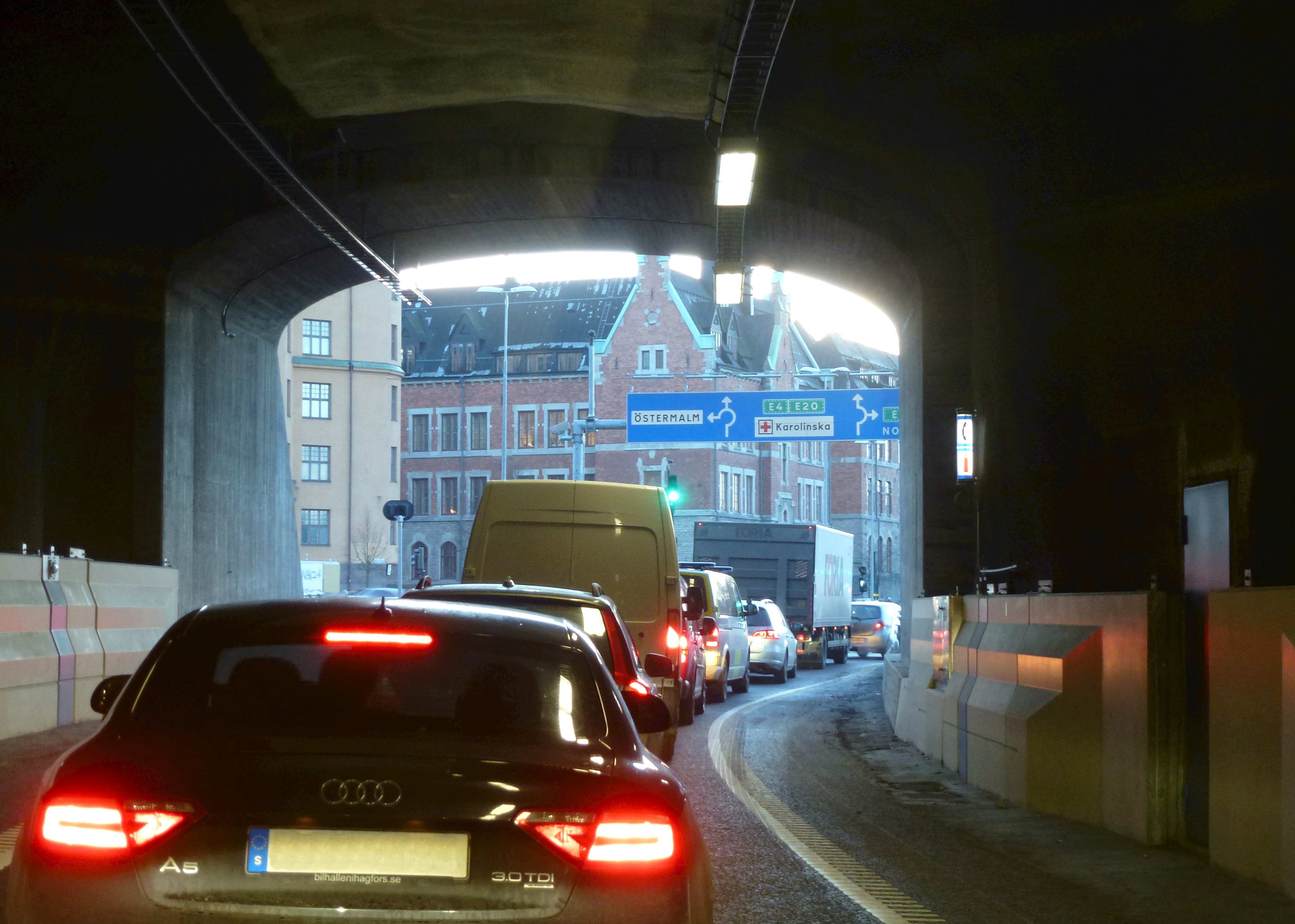
Tunnelausfahrt zum Roslagstull
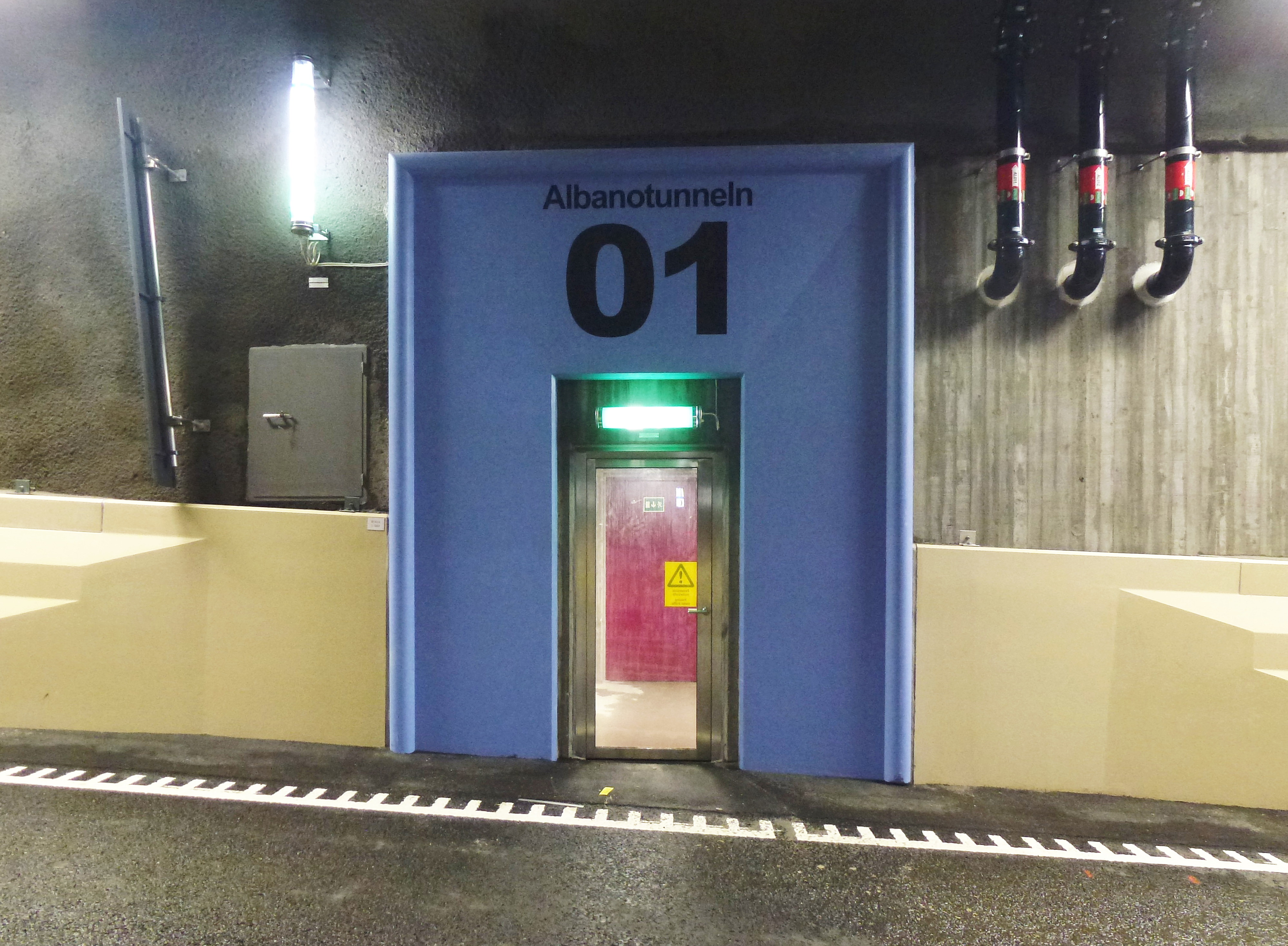
Notausgang mit guter Beleuchtung und deutlicher Beschriftung
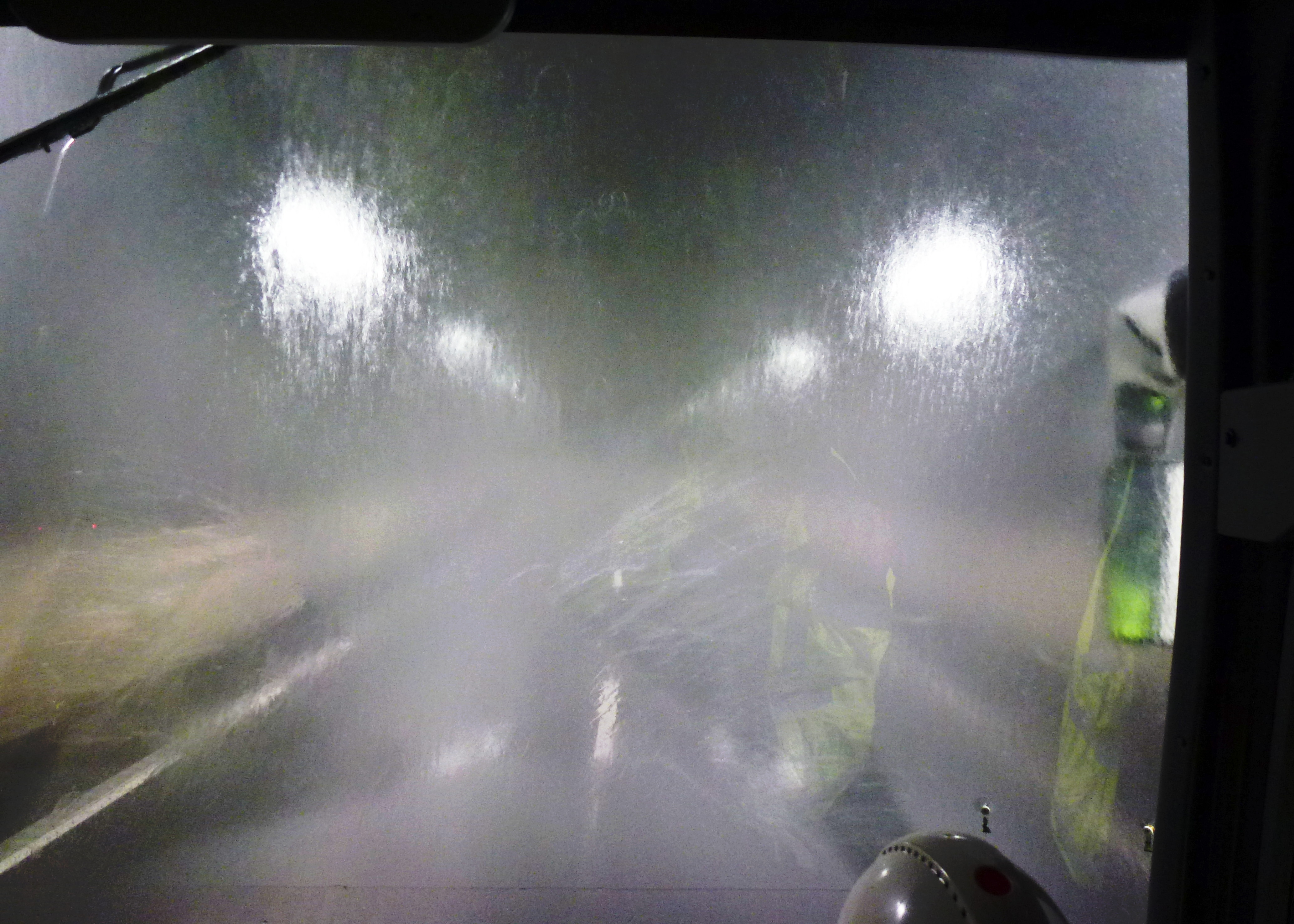
Test der Sprinkleranlage
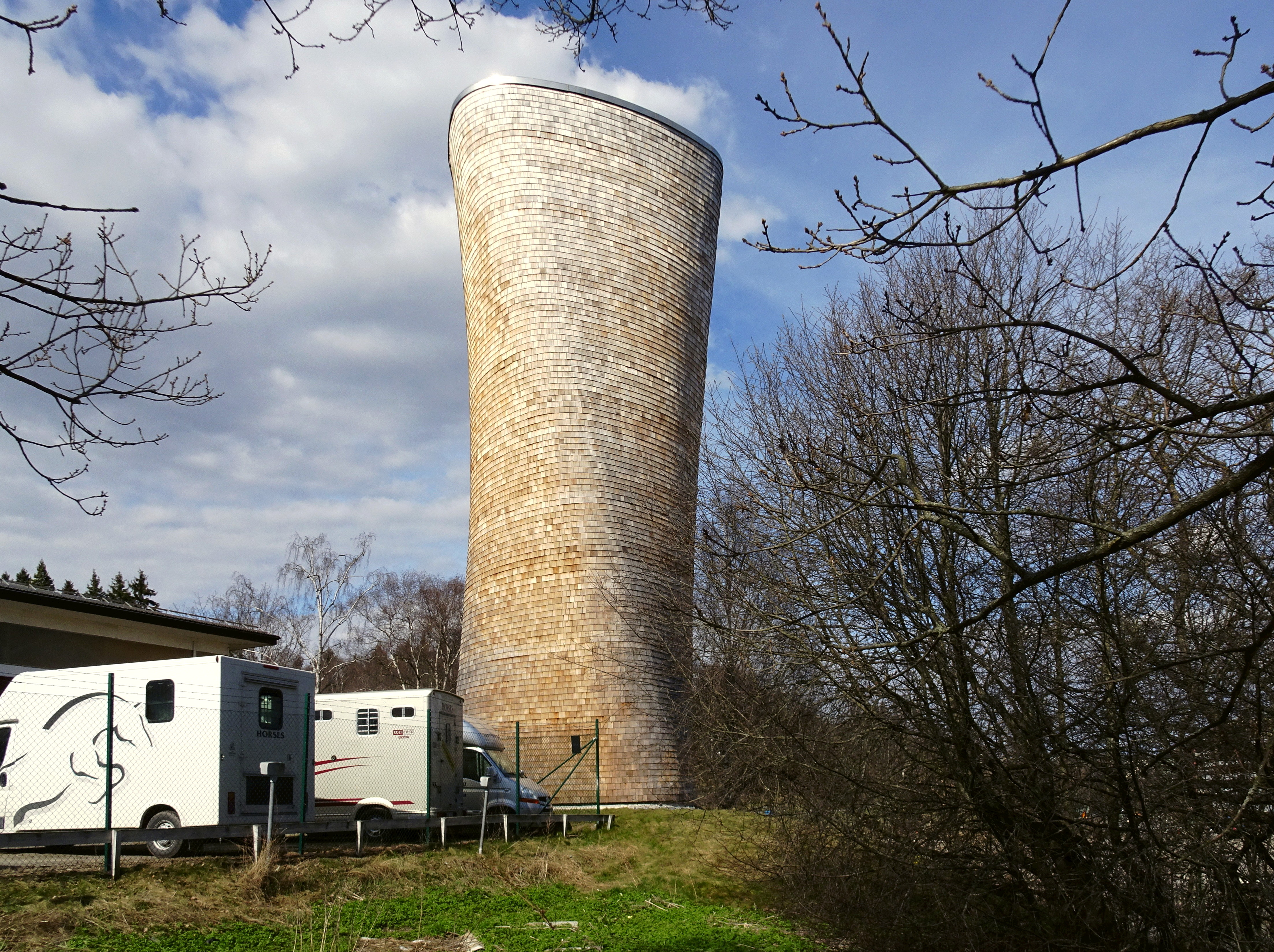
Der Lüftungsturm in Värtan